# District de Kyzylkoga
Le district de Kyzylkoga (en kazakh : Қызылқоға ауданы) est un district de l’Oblys d'Atyraou au Kazakhstan.  

## Géographie
Le centre administratif du district est la ville de Miyaly.

## Démographie
Sa population est de 31 244 habitants en 2009.